# فوکوشیما ۵۰
فوکوشیما ۵۰ (انگلیسی: Fukushima 50) نام مستعاری است که توسط رسانه‌های انگلیسی زبان به گروهی از کارکنان نیروگاه هسته ای شماره یک فوکوشیما داده شده‌است. به دنبال زمین‌لرزه و سونامی ۲۰۱۱ توهوکو در ۱۱ مارس ۲۰۱۱، یک سری حادثه اتمی فوکوشیما ۱ منجر به ذوب هسته‌های سه رآکتور اتمی شد. این ۵۰ کارمند، پس از تخلیه ۷۵۰ کارگر دیگر، در محل باقی ماندند.

## نگاه اجمالی
به دنبال زمین‌لرزه و سونامی ۲۰۱۱ توهوکو، مسئولان نیروگاه فوکوشیما در ژاپن غیر از ۵۰ نفر کارشناس فنی، مابقی کارکنان نیروگاه را از محل تأسیسات اتمی دور کرده‌اند. در نیروگاه فوکوشیما، تا زمان وقوع زمین‌لرزه و سونامی، حدود ۸۰۰ نفر کار می‌کرده‌اند.
شرکت «تپکو»، که اداره‌کنندهٔ این نیروگاه است، پس از انفجارها و آتش‌سوزی‌هایی که رخ داد، کارکنان را غیر از ۵۰ نفر از محل نیروگاه دور کرد.
تا شعاع ۲۰ کیلومتری نیروگاه حدود ۲۰۰ هزار نفر به مکانی امن انتقال داده‌شده‌اند. چهار روز بعد از سونامی در ۱۶ مارس خطر انفجار و آتش‌سوزی در رآکتورها به جایی رسید که ۵۰ نفر کارشناس باقی‌مانده نیز می‌بایستی برای مدتی نیروگاه را ترک می‌کردند.

## ستایش
مردم ژاپن با نگرانی و ستایش، نظاره‌گر کار ۵۰ کارشناس فنی بودند که با از جان‌گذشتگی می‌کوشیدند مانع از یک فاجعهٔ اتمی شوند. این گروه ۵۰ نفرهٔ ملبس به پوشش حفاظتی، در حوزه‌ای کار می‌کردند که آغشته به ذرات رادیواکتیو بود. تمام تلاش این گروه بر روی خنک‌کردن میله‌های سوخت هسته‌ای متمرکز بود تا مانع از ذوب آنها و انفجار درون قلب رآکتورها شوند.
نائوتو کان، نخست‌وزیر ژاپن در آن زمان گفت که دولت ژاپن خود را مدیون تلاش و پشتیبانی این گروه می‌داند. او، با قدردانی از کارکنانی که در نیروگاه فوکوشیما کار می‌کردند، گفت که آنها «بی‌آنکه به خطر بیاندیشند» کار خود را انجام می‌دهند.
رهبر تیم، «ماسائو یوشیدا»، در سال ۲۰۱۳ بر اثر سرطان مری درگذشت، اما این سرطان احتمالاً ارتباطی با واقعه فوکوشیما نداشت، زیرا پیشرفت آن ۵ تا ۱۰ سال به طول می‌انجامد.
رسانه‌ها شجاعت کارگران باقیمانده را ستودند، و آنها را «قهرمان» خواندند، و در نتیجه آنها در رسانه‌ها به «فوکوشیما ۵۰» معروف شده‌اند. فرانس ۲۴ آنها را «قهرمانان بی‌چهره ژاپن» نامید، روزنامه انگلیسی، گاردین نوشت: «سایر کارمندان انرژی هسته ای و همچنین جمعیت دیگر فقط می‌توانند تحسین کنند.» آنها با چهل و هفت رونین مقایسه شده‌اند.